# Football Club Messina Peloro 1997-1998
Questa voce raccoglie le informazioni riguardanti il Football Club Messina Peloro nelle competizioni ufficiali della stagione 1997-1998.

## Risultati

### Campionato Nazionale Dilettanti

#### Poule scudetto
| Arbitro: | Palanca (Roma) |

|                            |           |  |
| Sparacio Pannitteri Criaco | Marcatori |  |

| Arbitro: | Giangrande (L'Aquila) |

|           |           |         |
| Fecarotta | Marcatori | Adelfio |